# Laura Kenny
Dame Laura Rebecca Kenny, nata Trott (Harlow, 24 aprile 1992), è un'ex ciclista su strada ed ex pistard britannica.
Ai Giochi olimpici ha vinto cinque medaglie d'oro, due a Londra 2012, nell'inseguimento a squadre e nell'omnium, due a Rio de Janeiro 2016 nelle stesse specialità, ed una a Tokyo 2020 nell'americana, risultando per questo la britannica in assoluto più titolata ai Giochi. Nella carriera su pista si è inoltre aggiudicata sette titoli mondiali, quattordici titoli europei Elite e due medaglie d'oro ai Giochi del Commonwealth.
Ha una sorella maggiore, Emma, ciclista professionista su strada. Dal 2016 è sposata con il pistard Jason Kenny con cui ha avuto due figli, Albert Louie, nato il 23 agosto 2017, e Montgomery George nato il 20 luglio 2023.

## Carriera

### Gli esordi e i primi titoli Elite
Nata a Harlow ma residente a Cheshunt, nello Hertfordshire, comincia a praticare ciclismo all'età di otto anni seguendo la madre Glenda, che con tale attività desiderava perdere peso. In precedenza aveva praticato il nuoto, per migliorare la respirazione dopo uno pneumotorace sofferto alla nascita, e il trampolino elastico.
Da ciclista ottiene i primi titoli nazionali già nella categoria Under-12. Nel 2009 ai campionati europei di Minsk si aggiudica la gara di inseguimento a squadre Juniores. Ai campionati mondiali di categoria a Montichiari, l'anno dopo, fa quindi sua la medaglia d'oro nell'omnium oltre a vincere l'argento nell'inseguimento individuale e nella corsa a punti. Sempre nel 2010 viene selezionata per i campionati europei Elite di Pruszków: qui conquista il titolo continentale dell'inseguimento a squadre insieme a Katie Colclough e Wendy Houvenaghel. In rappresentanza dell'Inghilterra partecipa anche ai Giochi del Commonwealth a Delhi, risultando l'atleta più giovane della spedizione inglese.

### 2011-2012: le prime vittorie mondiali e gli ori olimpici di Londra
Nel marzo 2011 Trott fa il proprio esordio ai campionati mondiali Elite: in quella rassegna, in terzetto con Wendy Houvenaghel e Danielle King, vince la medaglia d'oro nell'inseguimento a squadre. Quell'anno si aggiudica anche due titoli europei tra le Elite, nell'inseguimento a squadre e nell'omnium, e tre tra le Under-23 (scratch e inseguimento individuale e a squadre), mentre su strada fa sua la prova in linea Under-23 dei campionati britannici.
Nell'aprile 2012 partecipa ai campionati del mondo su pista di Melbourne, vincendo due titoli iridati, nell'omnium e, in squadra con Danielle King e Joanna Rowsell, nell'inseguimento (le britanniche stabiliscono anche il record del mondo, 3'16"850, migliorato in finale, 3'15"720). In estate prende quindi parte ai Giochi olimpici di Londra. Al London Velopark, davanti al pubblico di casa, non delude le attese, e nell'arco di tre giorni ottiene due medaglie d'oro, nell'inseguimento a squadre e nell'omnium. Come già ai campionati del mondo, a Londra Trott, King e Rowsell stabiliscono il primato del mondo dell'inseguimento – già lo detenevano – portandolo prima a 3'15"669, poi a 3'14"682 e infine a 3'14"051. Nell'omnium Trott riesce invece solo nell'ultima prova, la 500 metri a cronometro, a superare Sarah Hammer e a ottenere l'oro.

## Palmarès

### Pista
- 2009

Campionati britannici, Inseguimento individuale Juniores
Campionati britannici, Corsa a punti Juniores
Campionati europei, Inseguimento a squadre Juniores (con Ella Sadler Andrews e Jessica Booth)
- 2010

Campionati britannici, Inseguimento individuale Juniores
Campionati britannici, 500 metri Juniores
Campionati britannici, Derny
Campionati del mondo, Omnium Juniores
Campionati europei, Inseguimento a squadre (con Katie Colclough e Wendy Houvenaghel)
- 2011

Campionati del mondo, Inseguimento a squadre
Campionati europei Juniores/U23, Inseguimento a squadre Under-23 (con Danielle King e Joanna Rowsell)
Campionati europei Juniores/U23, Inseguimento individuale Under-23
Campionati europei Juniores/U23, Scratch Under-23
Campionati europei, Inseguimento a squadre (con Danielle King e Joanna Rowsell)
Campionati europei, Omnium
2ª prova Coppa del mondo 2011-2012, Inseguimento a squadre (Cali, con Wendy Houvenaghel e Sarah Storey)
- 2012

4ª prova Coppa del mondo 2011-2012, Inseguimento a squadre (Londra, con Danielle King e Joanna Rowsell)
Campionati del mondo, Inseguimento a squadre (con Danielle King e Joanna Rowsell)
Campionati del mondo, Omnium
Giochi olimpici, Inseguimento a squadre (con Danielle King e Joanna Rowsell)
Giochi olimpici, Omnium
2ª prova Coppa del mondo 2012-2013, Inseguimento a squadre (Glasgow, con Elinor Barker e Danielle King)
2ª prova Coppa del mondo 2012-2013, Omnium (Glasgow)
- 2013

Campionati del mondo, Inseguimento a squadre (con Elinor Barker e Danielle King)
Trofeo Ciutat de Valencia, Omnium
Campionati europei Juniores/U23, Inseguimento individuale Under-23
Campionati europei Juniores/U23, Omnium Under-23
Campionati europei Juniores/U23, Corsa a punti Under-23
Campionati britannici, Inseguimento individuale
Campionati britannici, Inseguimento a squadre (con Elinor Barker, Danielle King e Joanna Rowsell)
Campionati britannici, Corsa a punti
Campionati britannici, Americana (con Danielle King)
Campionati europei, Inseguimento a squadre (con Katie Archibald, Elinor Barker e Danielle King)
Campionati europei, Omnium
1ª prova Coppa del mondo 2013-2014, Omnium (Manchester)
1ª prova Coppa del mondo 2013-2014, Inseguimento a squadre (Manchester, con Elinor Barker, Joanna Rowsell e Dani King)
- 2014

Campionati del mondo, Inseguimento a squadre (con Katie Archibald, Elinor Barker e Joanna Rowsell)
London Revolution Series, Omnium
Fenioux Piste International, Omnium
Giochi del Commonwealth, Corsa a punti
Campionati britannici, Scratch
Campionati britannici, Inseguimento a squadre (con Elinor Barker, Danielle King e Joanna Rowsell)
Campionati europei, Inseguimento a squadre (con Katie Archibald, Elinor Barker e Ciara Horne)
Campionati europei, Omnium
1ª prova Coppa del mondo 2014-2015, Inseguimento a squadre (Guadalajara, con Elinor Barker, Ciara Horne e Amy Roberts)
2ª prova Coppa del mondo 2014-2015, Omnium (Londra)
2ª prova Coppa del mondo 2014-2015, Inseguimento a squadre (Londra, con Katie Archibald, Elinor Barker e Ciara Horne)
- 2015

Grand Prix of Poland, Scratch
Grand Prix of Poland, Omnium
Derby Revolution Series, Omnium
Campionati britannici, Inseguimento individuale
Campionati britannici, Scratch
Campionati britannici, Corsa a punti
Campionati europei, Inseguimento a squadre (con Katie Archibald, Elinor Barker e Joanna Rowsell)
Campionati europei, Scratch
Campionati europei, Omnium
1ª prova Coppa del mondo 2015-2016, Omnium (Cali)
- 2016

3ª prova Coppa del mondo 2015-2016, Omnium (Hong Kong)
Campionati del mondo, Scratch
Campionati del mondo, Omnium
Fenioux Piste International, Omnium
Grand Prix of Poland, Omnium
Giochi olimpici, Inseguimento a squadre (con Katie Archibald, Elinor Barker e Joanna Rowsell)
Giochi olimpici, Omnium
Campionati britannici, Americana (con Elinor Barker)
- 2018

Campionati britannici, Omnium
Grand Prix Brno, Americana (con Emily Kay)
Grand Prix Brno, Omnium
Grand Prix Poland, Americana (con Eleanor Dickinson)
Campionati europei, Inseguimento a squadre (con Katie Archibald, Elinor Barker e Neah Evans)
Campionati europei, Corsa a eliminazione
Campionati britannici, Omnium (2)
2ª prova Coppa del mondo 2018-2019, Inseguimento a squadre (Milton, con Katie Archibald, Elinor Barker ed Eleanor Dickinson)
2ª prova Coppa del mondo 2018-2019, Omnium (Milton)
3ª prova Coppa del mondo 2018-2019, Inseguimento a squadre (Berlino, con Katie Archibald, Emily Kay ed Emily Nelson)
3ª prova Coppa del mondo 2018-2019, Americana (Berlino, con Emily Nelson)
4ª prova Coppa del mondo 2018-2019, Inseguimento a squadre (Londra, con Katie Archibald, Eleanor Dickinson e Neah Evans)
4ª prova Coppa del mondo 2018-2019, Americana (Londra, con Katie Archibald)
- 2019

Campionati britannici, Scratch
Grand Prix Brno, Americana (con Elinor Barker)
Grand Prix Brno, Omnium
Cottbuser Nächte, Scratch
Cottbuser Nächte, Americana (con Eleanor Dickinson)
Cottbuser Nächte, Omnium
Campionati europei, Inseguimento a squadre (con Katie Archibald, Eleanor Dickinson, Neah Evans ed Elinor Barker)
Track Cycling Challenge Grenchen, Scratch
Track Cycling Challenge Grenchen, Americana (con Elinor Barker)
Track Cycling Challenge Grenchen, Omnium
Track Cycling Challenge Grenchen, Corsa a eliminazione
- 2020

6ª prova Coppa del mondo 2019-2020, Americana (Milton, con Neah Evans)
Campionati europei, Inseguimento a squadre (con Katie Archibald, Elinor Barker, Neah Evans e Josie Knight)
- 2021

Belgian Track Meeting, Scratch
Belgian Track Meeting, Americana (con Katie Archibald)
Giochi olimpici, Americana (con Katie Archibald)
- 2022

Campionati britannici, Americana (con Neah Evans)
Giochi del Commonwealth, Scratch

### Strada
- 2011 (Team Specialized-DPD Pakket Service, una vittoria)

Campionati britannici, Prova in linea Under-23
- 2014 (Wiggle-Honda, una vittoria)

Campionati britannici, Prova in linea

## Piazzamenti

### Competizioni mondiali
- Campionati del mondo su pista

Montichiari 2010 - Inseguimento individuale Junior: 2ª
Montichiari 2010 - Corsa a punti Junior: 2ª
Montichiari 2010 - Omnium Junior: vincitrice
Apeldoorn 2011 - Inseguimento a squadre: vincitrice
Apeldoorn 2011 - Omnium: 11ª
Melbourne 2012 - Inseguimento a squadre: vincitrice
Melbourne 2012 - Omnium: vincitrice
Minsk 2013 - Inseguimento a squadre: vincitrice
Minsk 2013 - Omnium: 2ª
Cali 2014 - Inseguimento a squadre: vincitrice
Cali 2014 - Omnium: 2ª
Saint-Quentin-en-Yvelines 2015 - Inseguimento a squadre: 2ª
Saint-Quentin-en-Yvelines 2015 - Omnium: 2ª
Londra 2016 - Inseguimento a squadre: 3ª
Londra 2016 - Scratch: vincitrice
Londra 2016 - Omnium: vincitrice
Apeldoorn 2018 - Inseguimento a squadre: 2ª
Pruszków 2019 - Inseguimento a squadre: 2ª
Berlino 2020 - Scratch: 4ª
Berlino 2020 - Inseguimento a squadre: 2ª
Berlino 2020 - Omnium: 12ª
Saint-Quentin-en-Yvelines 2022 - Americana: 5ª
- Giochi olimpici

Londra 2012 - Inseguimento a squadre: vincitrice
Londra 2012 - Omnium: vincitrice
Rio de Janeiro 2016 - Inseguimento a squadre: vincitrice
Rio de Janeiro 2016 - Omnium: vincitrice
Tokyo 2020 - Inseguimento a squadre: 2ª
Tokyo 2020 - Americana: vincitrice
Tokyo 2020 - Omnium: 6ª
- Campionati del mondo su strada

Offida 2010 - Cronometro femminile Juniores: 4ª

### Competizioni europee
- Campionati europei su pista

Minsk 2009 - Inseg. a squadre Junior: vincitrice
Minsk 2009 - Inseg. individuale Junior: 3ª
Minsk 2009 - Corsa a punti Junior: 3ª
Pruszków 2010 - Inseguimento a squadre: vincitrice
Anadia 2011 - Inseg. a squadre Under-23: vincitrice
Anadia 2011 - Inseg. individuale Under-23: vincitrice
Anadia 2011 - Scratch Under-23: vincitrice
Anadia 2011 - Corsa a punti Under-23: 6ª
Apeldoorn 2011 - Inseguimento a squadre: vincitrice
Apeldoorn 2011 - Omnium: vincitrice
Anadia 2013 - Inseg. individuale Under-23: vincitrice
Anadia 2013 - Scratch Under-23: 6ª
Anadia 2013 - Corsa a punti Under-23: vincitrice
Anadia 2013 - Omnium Under-23: vincitrice
Apeldoorn 2013 - Inseguimento a squadre: vincitrice
Apeldoorn 2013 - Omnium: vincitrice
Baie-Mahault 2014 - Inseguimento a squadre: vincitrice
Baie-Mahault 2014 - Omnium: vincitrice
Grenchen 2015 - Inseguimento a squadre: vincitrice
Grenchen 2015 - Scratch: vincitrice
Grenchen 2015 - Omnium: vincitrice
Glasgow 2018 - Inseguimento a squadre: vincitrice
Glasgow 2018 - Corsa a eliminazione: vincitrice
Glasgow 2018 - Americana: 4ª
Apeldoorn 2019 - Inseguimento a squadre: vincitrice
Apeldoorn 2019 - Omnium: 2ª
Apeldoorn 2019 - Americana: 2ª
Plovdiv 2020 - Inseguimento a squadre: vincitrice
Plovdiv 2020 - Omnium: 2ª
Plovdiv 2020 - Americana: 3ª